# António Aurélio Gonçalves
António Aurélio Gonçalves (* 25. September 1901 in Mindelo, Insel São Vicente, Kap Verde; † 30. September 1984 ebenda) war ein kapverdischer Schriftsteller, einer der bedeutendsten seiner Generation. Als Erzähler, Kritiker und Essayist schuf er ein umfangreiches Werk. Auch war er durch zahlreiche Kurzgeschichten mit weiblichen Protagonisten ein Vorkämpfer für die Rechte von Frauen.

## Leben
António Aurélio Gonçalves wurde in der „Musikstadt“ der Kapverden, Mindelo, geboren. Dort besuchte er auch das Gymnasium São Nicolau, bevor 1917 nach Lissabon ging, dort seine Schulausbildung fortsetzte und dort auch zu studieren begann. An der Literarischen Fakultät der Universität Lissabon studierte er Philosophie und Literatur und promovierte 1937 mit einer Dissertation über die Ironie im Werk von Eça de Queiroz (Aspectos da Ironia de Eça de Queiroz), die später auch als Broschur erschien. Dort nahm er auch am literarischen Leben teil und schrieb für diverse Zeitungen und Magazine. Insgesamt lebte er gut 22 Jahre in Lissabon.
Zurückgekehrt in seine Heimat, den Kapverden, war er bis zu seiner Pensionierung als Lehrer tätig und unterrichtete Geschichte und Philosophie am Gil Eanes-Gymnasium in Mindelo. Daneben publizierte er zahlreiche Bücher und schrieb für die bedeutende kapverdianische Zeitschrift Claridade die berühmte Erzählung O enterro de nha candinha Sena 1957.
Tatsächlich war sein großes Vorbild der portugiesische Schriftsteller Eça de Queiroz. Er selbst nannte sich kreolisch Nhe Roque.
Sein Buch Noite de Vento wurde ins Französische übersetzt.
Hochbetagt starb einer der bedeutendsten Autoren der Kapverden im 20. Jahrhundert am 30. September 1984 im Alter von 83 Jahren.

## Ehrung durch die Republik Kap Verde
Der kapverdische Staat hat ihn durch verschiedene Dinge geehrt: so gibt es in seiner Heimatstadt Mindelo eine „Rua (Straße) Dr. António Aurélio Gonçalves“. Neben Eugénio Tavares ist er der einzige Prominente, der es auf den Kap-Verde-Escudo geschafft hat, der 1000er Schein ziert sein Konterfei. Und es gibt in Praia, der Hauptstadt, ein Arbeiterfortbildungsinstitut, das den Namen des Schriftstellers trägt Instituto para António Aurélio Gonçalves (IpAAG).

## Werk
- Aurelio Recaida, 1947.
- Prodiga, 1956.
- Noite de Vento, 1958, (sein bekanntestes Buch).
- Historia do Tempo Antigo, 1960.
- Virgens Loucas, (Theaterstück), 1971.
- Biluca, 1977.
- Miragem, 1978.